# Коул, Уильям Уиллоуби, 1-й граф Эннискиллен
Уильям Уиллоуби Коул, 1-й граф Эннискиллен (англ. William Willoughby Cole, 1st Earl of Enniskillen; 1 марта 1736 — 22 мая 1803) — ирландский пэр и политик. Он был известен как Достопочтенный Уильям Уиллоуби Коул с 1760 по 1767 год, затем известный как лорд Маунтфлоренс  с 1767 по 1776 год и виконт Эннискиллен с 1776 по 1789 год.

## Биография

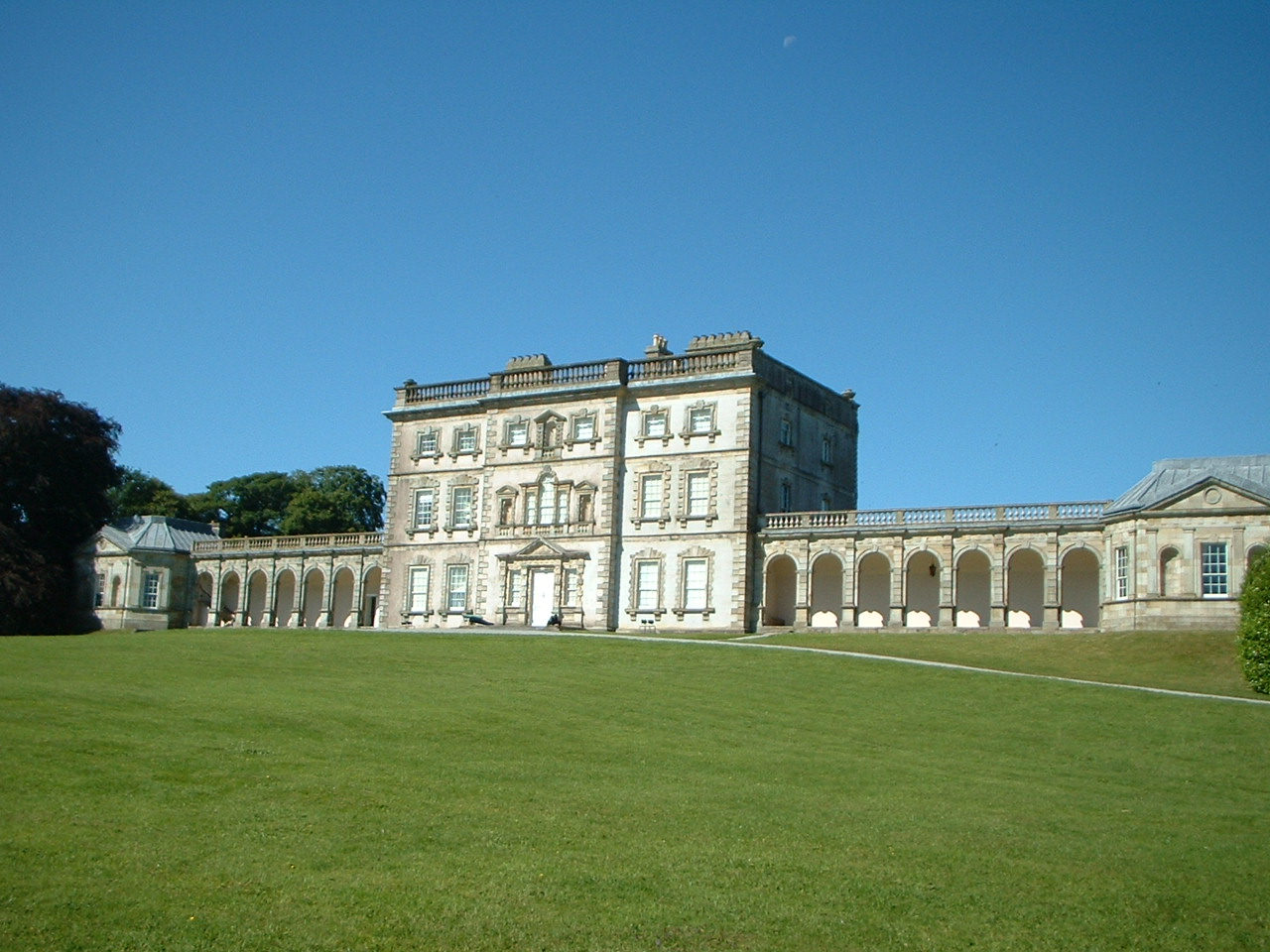
Флоренс Корт, графство Фермана, резиденция графов Эннискиллен

Родился 1 марта 1736 года. Старший сын Джона Коула, 1-го барона Маунтфлоренса (1709—1767) из Флоренс-Корта в графстве Фермана.
Уильям Коул заседал в Ирландской палате общин от Эннискиллена с 1761 по 1767 год.
30 ноября 1767 года после смерти своего отца Уильям Коул унаследовал титул 2-го барона Маунтфлоренса из Флоренс-Корта (графство Фермана) и занял своё место в Ирландской палате лордов.
20 июля 1776 года для него был создан титул виконта Эннискиллена в графстве Фермана (Пэрство Ирландии). 18 августа 1789 года он получил титул 1-го графа Эннискиллена (Пэрство Ирландии).

## Личная жизнь
3 ноября 1763 года лорд Эннискиллен женился на Энн Лаури-Корри (? — сентябрь 1802), дочери ирландского политика Гэлбрейта Лаури-Корри (1706—1769), и сестре Армара Лаури-Корри, 1-го графа Белмора. У лорда и леди Эннискиллен было четыре сына и четыре дочери:
- Джон Уиллоуби Коул, 2-й граф Эннискиллен (23 марта 1768 — 31 марта 1840), старший сын и преемник отца.
- Генерал Достопочтенный Сэр Гэлбрейт Лоури Коул (1 мая 1772 — 4 октября 1842)
- Достопочтенный Преподобный Уильям Монтгомери Коул (? — октябрь 1804), декан Уотерфорда
- Достопочтенный Артур Генри Коул[англ.] (28 июня 1780 — 16 июня 1844)[3]
- Леди Сара Коул (? — 14 марта 1833), в 1790 году она вышла замуж за Оуэна Винна
- Леди Элизабет Энн Коул (? — 1807), в 1788 году она вышла замуж за подполковника Ричарда Магениса.
- Леди Флоренс Коул (? — 1 марта 1862), в 1797 году она вышла замуж за Блейни Таунли-Бальфура[англ.]
- Леди Генриетта Фрэнсис Коул (22 июня 1784 — 2 июля 1848), в 1805 году она вышла замуж за Томаса де Грея, 2-го графа де Грея[англ.].

Лорд Эннискиллен скончался в мае 1803 года в возрасте 67 лет, и его титулы унаследовал его старший сын Джон Уиллоуби Коул.